# Boll, Bern
Boll är huvudorten i kommunen Vechigen i kantonen Bern, Schweiz. I orten ligger järnvägsstationen Boll-Utzigen.